# Chelsea (Massachusetts)
Chelsea ist eine US-amerikanische Stadt im Suffolk County des Bundesstaats Massachusetts, die von der Metropole Boston durch den Mystic River getrennt ist.
Das U.S. Census Bureau hat bei der Volkszählung 2020 eine Einwohnerzahl von 40.787 ermittelt.

## Geographie
Chelsea liegt auf einer Halbinsel im Boston Harbor und grenzt im Norden an Revere und im Westen und Nord-Westen an Everett. Im Südwesten ist Chelsea durch den Mystic River vom Bostoner Stadtteil Charlestown getrennt und im Osten ist es von East Boston durch den Chelsea River (dieser wird auch gelegentlich als Chelsea Creek bezeichnet) getrennt. Es liegt in Nähe des internationalen Flughafens Logan International Airport in East Boston.

## Geschichte
Die Gegend von Chelsea wurde zuerst Winnisimmet genannt (das bedeutet „gutes Frühjahr in der Nähe“), nach einem Indianerstamm, der einst auf diesem Gebiet lebte.
Es wurde im Jahre 1624 von Samuel Maverick als ständiger Handelsposten gegründet. Im Jahre 1635 verkaufte Maverick Winnisimmet an Richard Bellingham. Die Gemeinde blieb ein Teil von Boston, bis sie ausgegliedert und 1793 nach Chelsea, einem Viertel in London, England benannt wurde.
Im Jahre 1775, in der Schlacht von Chelsea Creek wurde in der Gegend gekämpft, es war die zweite Schlacht der Revolution, in der die amerikanischen Streitkräfte ein britisches Schiff kaperten. Ein Teil von George Washingtons Armee wurde in Chelsea stationiert (Belagerung von Boston).
Chelsea umfasste ursprünglich Nord Chelsea, (das heutige Revere), Winthrop und Teile von Saugus. Im Jahr 1846 wurde Nord Chelsea als eigene Stadt bestimmt. Chelsea wurde im Jahre 1857 neugegründet. Es entwickelte sich als industrielles Zentrum: Hier wurden Gummi, Boote, Schuhe und Klebstoffe hergestellt. Es wurde die Heimat des Chelsea Naval Hospitals, das von Alexander Parris entworfen war. Am 12. April 1908 wurde fast die Hälfte der Stadt im ersten großen Chelsea-Feuer zerstört. Im Jahr 1973 brannte das Zweite Große Chelsea-Feuer achtzehn Häuserblocke nieder. 1950 wurde die Tobin Bridge fertiggestellt, die Chelsea mit Boston verbindet.
In der jüngeren Zeit gab es eine stärkere Betonung der wirtschaftlichen Entwicklung und der Aufschwung in Boston hat zu einem Zustrom von neuen Geschäfts- und Hauskäufern geführt. Im Jahr 1998 wurde Chelsea Gewinner des All-America City Award. Die Stadt ist Heimat einer Carnegie-Bibliothek, die im Jahre 1910 gebaut wurde.

## Sehenswürdigkeiten
Das National Register of Historic Places nennt acht historische Orte: Bellingham Square Historic District, Bellingham-Cary House (Wohnhaus des Gouverneurs Richard Bellingham), C. Henry Kimball House, Chelsea Garden Cemetery, Congregation Agudath Shalom (eine Synagoge), Downtown Chelsea Residential Historic District (ein Stadtteil, der 1908 erbaut wurde), Naval Hospital Boston Historic Distric und den Revere Beach Parkway.

## Bekannte Einwohner und gebürtige Chelseaer
- Horatio Alger (1832–1899), Autor
- Raymond W. Bliss (1888–1965), US-amerikanischer Offizier, Surgeon General of the Army
- Alfred Winsor Brown (1885–1938), 31. Naval Governor von Guam
- Chick Corea (1941–2021), Jazzmusiker
- Norman Cota (1893–1971), United States Army General
- Albert Henry DeSalvo (1931–1973), der Würger von Boston („Boston Strangler“)
- Reginald Heber Fitz (1843–1913), Pathologe und Erforscher der „Blinddarmentzündung“
- Juanita Guccione (1904–1999), Malerin
- Jack Harvey (1907–1986), Mitglied im Wisconsin State Assembly
- Ray Hyman (* 1928), Psychologe
- Glenn Ivey (* 1961), Abgeordneter im US-Repräsentantenhaus für Maryland
- Herbert Kalmus (1881–1963), Wissenschaftler und Geschäftsmann (Technicolor)
- Brian Kelly (* 1961), Footballcoach
- Miguel La Fay Bardi (1934–2021), römisch-katholischer Ordensgeistlicher und Prälat von Sicuani
- Lewis Latimer (1848–1928), Wissenschaftler und Erfinder
- Charles E. Mitchell (1877–1955), Banker und Mitauslöser des Schwarzen Donnerstags
- Jimmy Moran (1886–1951), Bahnradsportler
- Joseph C. O’Mahoney (1884–1962), United States Senator aus Wyoming
- Elsie Dodge Pattee (1876–1975), Miniaturmalerin
- I. Rice Pereira (1902–1971), abstrakte Künstlerin, Dichterin und Philosophin
- Annette Rogers (1913–2006), Leichtathletin
- John Ruiz (* 1972), Boxer
- Harvie Swartz (* 1948), Jazzbassist
- Carl Voss (1907–1994), Eishockeyspieler in der National Hockey League